# Peggy Kornegger
Peggy Kornegger (n. 19??) es una de las exponentes estadounidenses más importantes del anarcofeminismo.
Es conocida entre otras cosas porque desde la década de los 1970s argumenta que el feminismo radical y el anarquismo son aliados naturales. Escribió el ensayo Anarquismo: La conexión feminista.
Y defendió los argumentos de Cathy Levine "La tiranía de la tiranía", defendiendo el tipo de organización espontánea y descentralizada del movimiento feminista; que fue una constestación al escrito de Jo Freeman titulado La tiranía de la falta de estructuras.